# Tausret
Tausret, alternativ stavning Tawosret, Twosret, var en egyptisk drottning (stor kunglig hustru), regent och slutligen farao, regerande cirka från 1194/1193 f.Kr till 1186/1185 f.Kr Hon var dotter till farao Merneptah och drottning Takhat, gift med sin bror farao Seti II, och styvmor till farao Siptah.
Tausret blev Egyptens regent som förmyndare för sin minderåriga styvson Siptah, och blev efter hans död själv farao. Hon var den sista härskaren under Egyptens nittonde dynasti. Hennes officiella namn som farao, Sitre Meryamun, betyder "Dotter av Ra, älskad av Amon".

## Biografi

### Drottning
Tausret var dotter till farao Merneptah och, troligen, dennas syster, drottning Takhat. Hon gifte sig med sin halvbror, tronföljaren Seti II, som var son till hennes far och Isetnofret II.
Efter hennes fars död utbröt tre eller fyra år av tronstrider mellan hennes helbror, farao Amenmesse, och hennes halvbror och make, farao Seti II. Inbördeskriget vanns av hennes make, och paret regerade sedan som farao och drottning i sex år. Det är inte känt om paret fick några barn.

### Regent
Efter Setis död efterträddes han av sin tronföljare farao Siptah, som var antingen en son till Seti med en konkubin, eller också son till Setis rival, farao Amenmesse, och därmed Tausrets styvson eller brorson. Eftersom Siptah endast var ett barn på elva år, tillsattes en förmyndarregering ledd av Tausret och den syriska kanslern Bay. Efter fyra år avsattes och avrättades Bay för förräderi.

### Farao
När Siptah avled barnlös vid sexton års ålder, besteg drottning Tausret själv tronen ensam och utropade sig till farao. Anledningen till att hon kunde tillträda var förmodligen för att det vid denna tid helt enkelt inte längre fanns några manliga medlemmar av kungasläkten kvar. Hon regerade sedan Egypten i ytterligare två eller tre år, vilket gör att hennes regeringstid sammanlagt åtta eller nio år: sex som förmyndarregent, och två eller tre som ensam monark.
Få detaljer är kända från hennes regeringstid. Detta var en instabil och dåligt känd tidsperiod med fragmentarisk och ofullständig dokumentation, när även Mellanöstern i stort var instabil. Av hennes handlingar som farao är främst hennes byggnadsprojekt kring sitt gravmonument bevarade. 
Tausret blev den sista monarken av Egyptens nittonde dynasti. Hennes regeringstid avslutades med ett inbördeskrig, varefter hon efterträddes av farao Setnakhte, grundaren av Egyptens tjugonde dynasti. Det är inte känt om inbördeskriget bröt ut medan hon fortfarande levde, och ledde till att hon blev avsatt; eller om hon avslutade sin regeringstid med sin naturliga död, och inbördeskriget sedan bröt ut på grund av hennes avsaknad av en tronföljare. 
Det finns en vag antydning om hennes regeringstid och slut. En ostrakon återfunnen i graven KV 9 i konungarnas dal, nu förvarad i Egyptian Museum, Kairo, avbildar en kvinna klädd som drottning i en stridsvagn som skjuter pilar mot en manlig motståndare klädd som farao, som beskjuter henne tillbaka: denna ostrakon är från 20:e dynastin och alltså från Tausrets tid, men det är inte bekräftat om den har något samband med henne.

## Gravplats och mumie
Tausret blev i alla händelser ursprungligen begravd med sin make Seti II i en klippgrav i Konungarnas dal, KV14. Hennes efterträdare Setnakhte övertog sedan deras grav. Han flyttade då över hennes makes kvarlevor i en ny grav, KV15, men lät måla över och utplåna alla avbildningar av Tausret. Hans son, farao Ramses III, inkluderade heller inte vare sig Siptah eller Tausret i regentlängden. Denna postuma degradering anses tyda på att Tausret avsattes av Setnakhte.
Eventuellt är det Tausret som är den oidentifierade mumien "kvinna D" som hittades 1898 i KV35.